# Цегельня (Грубешівський повіт)
Цегельня (пол. Cegielnia) — село в Польщі, в історичному Надсянні, у гміні Городло Грубешівського повіту Люблінського воєводства.
Населення — 111 осіб (2011).
У 1975-1998 роках село належало до Замойського воєводства.

## Демографія
Демографічна структура станом на 31 березня 2011 року:
|          | Загалом | Допрацездатний вік | Працездатний вік | Постпрацездатний вік |
| -------- | ------- | ------------------ | ---------------- | -------------------- |
| Чоловіки | 56      | 17                 | 31               | 8                    |
| Жінки    | 55      | 9                  | 25               | 21                   |
| Разом    | 111     | 26                 | 56               | 29                   |